# Cristiani tedeschi
I Cristiani tedeschi (Deutsche Christen) fu il più forte movimento protestante della chiesa evangelica, nazionalista e antisemita sorto nella Germania nazista dopo le elezioni del 1932.

## Descrizione
Il movimento si proponeva di realizzare una sintesi tra il protestantesimo e l'ideologia del nazionalsocialismo. La difesa dei principi del nazismo portò a uno scisma all'interno di 23 dei primi 28 corpi ecclesiali regionali (Landeskirchen) e la conseguente fondazione di una Chiesa antagonista nel 1934: la Chiesa confessante, schierata in opposizione del nazismo stesso. Tra i Cristiani tedeschi vi furono vari gruppi, alcuni più radicali di altri, ma tutti avevano l'obiettivo di fondare un protestantesimo nazionalsocialista.
I Cristiani tedeschi abolirono quelle che consideravano essere tradizioni ebraiche rimaste nel cristianesimo e alcuni di loro rifiutarono al contempo l'intero Antico Testamento. Respingevano la teologia accademica tradizionale, giudicandola sterile e non abbastanza populista, e spesso avevano posizioni anti-cattoliche. Nel novembre 1933, un raduno di massa dei Cristiani tedeschi nel Palazzo dello Sport a Berlino, al quale parteciparono 20.000 persone, approvò tre principi:
- Adolf Hitler rappresenta il completamento del processo di riforma;
- Gli ebrei battezzati devono essere espulsi dalla Chiesa;[6]
- L'Antico Testamento deve essere escluso dalle Sacre scritture.[7][8]

Sulla base delle affermazioni del segretario nazionale Klundt del 25 aprile 1933 a Königsberg, si è ipotizzato che Hitler si fosse convertito al protestantesimo unendosi ai Cristiani tedeschi. Il cancelliere non confermò né smentì mai la cosa; tuttavia, il generale Gerhard Engel riferì che Hitler gli aveva detto:"Sono cattolico come lo ero prima e lo rimarrò sempre".